# Bryan Cristante
Bryan Cristante  (San Vito al Tagliamento, 1995. március 3. –) olasz válogatott labdarúgó, az AS Roma középpályása.

## Pályafutása

### A kezdetek
Bryan Cristante San Vito al Tagliamentóban született, majd Casarsában nőtt fel és gyerekként itt is kezdett el futballozni. Pályafutását az amatőr Liventina Gorghense csapatában kezdte, mielőtt 2009-ben csatlakozott volna az AC Milan akadémiájához.

### AC Milan
Négy évet töltött a piros-feketék korosztályos csapatainál, 2010-ben megnyerte a Campionato Giovanissimi Nazionali elnevezésű korosztályos tornát, az U17-es csapattal pedig egy évvel később a Campionato Allievi Nazionalit.
2011. december 6-án, 16 évesen és 278 naposan mutatkozott be a milánóiak felnőtt csapatában, mikor a Bajnokok Ligája csoportkörében Robinho cseréjeként állt be a cseh Viktoria Plzeň ellen 2-2-re végződő mérkőzésen. Ő lett az olasz csapat legfiatalabb játékosa, aki lehetőséget kapott a legrangosabb klubtornán, a Bajnokok Ligája történetében is a harmadik a vonatkozó rangsorban. 2013. március 4-én aláírta első, 2018 nyaráig szóló profi szerződését, a 2013-14-es idény előtt pedig csatlakozott a csapat felnőtt keretéhez. 2013. november 10-én debütált az olasz élvonalban Kaká cseréjeként a Chievo elleni 0-0-s bajnokin. Első gólját 2014. január 6-án lőtte az Atalantának. 

### Benfica
2014. szeptember 1-jén ötéves szerződést írt alá a portugál Benficával, akik 4,84 millió eurót fizettek érte. December 12-én debütált új csapatában a Vitória FC ellen, majd 2015. január 14-én első gólját is megszerezte a ligakupa harmadik körében, amikor is az Aroucának talált be.

### Atalanta
Cristante 2017 januárjában csatlakozott az Atalantához, amely először kölcsönbe, majd 2018 nyarán négymillió euróért végleg megszerezte a portugál klubtól. A 2017-2018-as szezonban 47 tétmérkőzésen tizenkét gólt szerzett és adott négy gólpasszt.

### AS Roma
2018. június 8-án kölcsönadták az AS Roma csapatának. Cristante öt évre szóló szerződést írt alá a Romához, amely egy évre vette kölcsön, majd a szerződésben foglaltak szerint különböző bónuszokkal együtt 2019 nyarán végleg megvásárolja. 2019. február 2-án véglegesítették a vásárlási opciót.

### A válogatottban
Cristante végig járta az olasz korosztályos válogatottakat. Apja révén kanadai útlevéllel is rendelkezik.

## Statisztika

### Klub
2018. április 29-én frissítve
| Klub               | Szezon           | Bajnokság     | Bajnokság | Kupa          | Kupa  | Nemzetközi kupa | Nemzetközi kupa | Egyéb         | Egyéb | Összesen      | Összesen |
| Klub               | Szezon           | Pályára lépés | Gólok     | Pályára lépés | Gólok | Pályára lépés   | Gólok           | Pályára lépés | Gólok | Pályára lépés | Gólok    |
| ------------------ | ---------------- | ------------- | --------- | ------------- | ----- | --------------- | --------------- | ------------- | ----- | ------------- | -------- |
| Milan              | 2011–12          | 0             | 0         | 0             | 0     | 1               | 0               | 0             | 0     | 1             | 0        |
| Milan              | 2012–13          | 0             | 0         | 0             | 0     | 0               | 0               | —             | —     | 0             | 0        |
| Milan              | 2013–14          | 3             | 1         | 1             | 0     | 0               | 0               | —             | —     | 4             | 1        |
| Milan              | Összesen         | 3             | 1         | 1             | 0     | 1               | 0               | 0             | 0     | 5             | 1        |
| Benfica            | 2014–15          | 5             | 0         | 3             | 0     | 3               | 0               | 4             | 1     | 15            | 1        |
| Benfica            | 2015–16          | 2             | 0         | 0             | 0     | 2               | 0               | 1             | 0     | 5             | 0        |
| Benfica            | Összesen         | 7             | 0         | 3             | 0     | 5               | 0               | 5             | 1     | 20            | 1        |
| Palermo (kölcsön)  | 2015–16          | 4             | 0         | 0             | 0     | —               | —               | —             | —     | 4             | 0        |
| Pescara (kölcsön)  | 2016–17          | 16            | 0         | 2             | 0     | —               | —               | —             | —     | 18            | 0        |
| Atalanta (kölcsön) | 2016–17          | 12            | 3         | —             | —     | —               | —               | —             | —     | 12            | 3        |
| Atalanta (kölcsön) | 2017–18          | 33            | 9         | 3             | 0     | 8               | 3               | —             | —     | 44            | 12       |
| Karrier összesen   | Karrier összesen | 75            | 13        | 9             | 0     | 14              | 3               | 5             | 1     | 103           | 17       |

## Sikerei, díjai

### Klub
Benfica
- Portugál bajnok: 2014–15, 2015–16
- Portugál ligakupa-győztes: 2014–15, 2015–16

AS Roma
- UEFA Konferencia Liga: 2021–22

### Válogatott
Olaszország
- Európa-bajnokság: 2020

### Egyéni
- Torneo di Viareggio – A torna játékosa: 2013[21]